# Robert Marcel
Robert Marcel (Wortel, 24 februari 1900 – Malle, 3 maart 1987) was een Vlaams acteur, die bijna zijn hele carrière verbonden was aan de KNS.
Marcel speelde in de jaren vijftig en zestig in vele tv-films. Hij speelde 'Jeroom' in de tv-serie Jeroom en Benzamien in 1966 aan de zijde van Luc Philips. In Wij, Heren van Zichem speelde hij 'Jef de Smid'. Ook in De Paradijsvogels had hij een rol en in Baas Gansendonck een hoofdrol. Zijn laatste rol was die van 'Gwijde van Dampierre' in de film De Leeuw van Vlaanderen.